# Fehd El Ouali
 (janvier 2019).
Si vous disposez d'ouvrages ou d'articles de référence ou si vous connaissez des sites web de qualité traitant du thème abordé ici, merci de compléter l'article en donnant les références utiles à sa vérifiabilité et en les liant à la section « Notes et références ».
 (janvier 2019).
Pour les articles homonymes, voir Ouali.
Fehd El Ouali, né en 1986 à Woerden,,, est un acteur néerlandais, d'origine marocaine.

## Filmographie

### Cinéma et téléfilms
- 2005 : Het glazen huis (nl) : Le responsable de l'enregistrement
- 2005 : Grijpstra & de Gier (nl) : Khalid
- 2005-2006 : Hotnews.nl (nl) : Cas
- 2006 : Spoorloos verdwenen (nl) : Jamal
- 2007 : Shouf Shouf! (nl) : Karim
- 2007 : Ik ook : Mo
- 2008 : Deadline (nl) : Hassan
- 2008 : Hitte/Harara (nl) : Miloud